# Сазала
Сазала (баш. Саҙалы) — деревня в Зианчуринском районе Башкортостана, входит в состав Байдавлетовского сельсовета.

## Население
| 1939 | 1959 | 1970 | 1979 | 1989 | 2002 | 2009 |
| ---- | ---- | ---- | ---- | ---- | ---- | ---- |
| 181  | ↘156 | ↗168 | ↘155 | ↘111 | ↘106 | ↗118 |
| 2010 |      |      |      |      |      |      |
| ↘93  |      |      |      |      |      |      |

Национальный состав
Согласно переписи 2002 года, преобладающая национальность — башкиры (100 %).

## Географическое положение
Расстояние до:
- районного центра (Исянгулово): 38 км,
- центра сельсовета (Серегулово): 2 км,
- ближайшей ж/д станции (Саракташ): 92 км.

## Известные уроженцы
- Юлдашбаев, Азамат Рамилевич (род. 10 октября 1964) — башкирский поэт, литературный критик, председатель правления Союза писателей Республики Башкортостан.